# Maurice Ruffin
Eugène Ruffin, dit Maurice Ruffin également orthographié Rufin, né à Valenciennes le 19 janvier 1880 et mort dans la même ville le 4 septembre 1966, est un peintre et graveur français.

## Biographie
Eugène Ruffin naît le 19 janvier 1880 à Valenciennes dans le département du Nord du mariage d'Adolphe Étienne Ruffin, ébéniste, et de Victoire Marie Louise Courbet. Il épouse, le 20 août 1920 à Anzin, Émilienne Raymonde Dru,. 
Durant sa jeunesse, il souffre d'une tuberculose osseuse qui le handicape toute sa vie.
Il entre aux écoles académiques de Valenciennes en 1893, puis aux Beaux-Arts de Paris en 1900, où il est l'élève de Léon Bonnat. Il quitte l'école après des désaccords avec son professeur qu'il considérait comme peu ouvert aux nouveaux développements de la peinture. Il fréquente alors l'Académie Julian et les classes d'Alphonse Chigot et d'Henri Le Sidaner. 
En 1918 et 1919, il collabore au Petit Journal et couvre les grands procès en y croquant les protagonistes.
Il revient dans sa ville natale où, aidé par son ami Lucien Jonas, il devient professeur aux écoles académiques, de 1920 à 1942, puis directeur de l'établissement de 1949 à 1950. Il est nommé chevalier de la Légion d'honneur en 1955.
Il est un ami du poète Émile Verhaeren.
Maurice Ruffin meurt le 4 septembre 1966 à Valenciennes.

## Œuvres dans les collections publiques
- Valenciennes, musée des Beaux-Arts :
  - Portrait d'Adrien Legros, 1915, pastel sur carton, 55,4 × 47,6 cm[5] ;
  - Portrait de Madame Adrien Legros, 1915, pastel sur papier, 57,4 × 47,3 cm[6] ;
  - Intérieur de l'ancien Musée de l'Hôtel de Ville, 1907, huile sur contreplaqué, 60,8 × 50,1 cm[7] ;
  - Ceux qui n'ont plus de foyer (Réfugiés valenciennois à Evian en 1917), 1917, huile sur toile, 111 × 142 cm[8].

## Élèves
- Jules Henri Lengrand (1907-2001).